# Mor Karbasi
Mor Karbasi (en hebreo: מור קרבסי); Jerusalén, 23 de abril de 1986) cantautora israelí en judeoespañol afincada en Sevilla después de vivir en Londres con su pareja. 
De madre, Shoshana karbasi, de origen marroquí nacida en Nazaret y padre de origen persa, mezcla en la música que compone estas influencias con música europea. Además ha arreglado varios temas de música andaluza al hebreo.  

## Discografía
- "the beauty and the sea", 2008
- "daunter of the spring", 2011
- "La tsadika", 2013
- "eyes of bride", 2016